# Ficus watkinsiana
Ficus watkinsiana är en mullbärsväxtart som beskrevs av Frederick Manson Bailey. Ficus watkinsiana ingår i släktet fikonsläktet, och familjen mullbärsväxter. Inga underarter finns listade i Catalogue of Life.